# 경복고등학교 육상단
경복고등학교 육상단(景福高等學校陸上團, Kyungbock High School Athletics Club)은 대한민국 서울특별시에 있는 육상 선수단이다. 경복고등학교가 운영하는 U-18 육상단이며, 1924년 이전에 창단되었다.

## 시즌별 성적
| 시즌 | 대회                       | 종목            | 선수      | 기록  | 순위 | 비고 |
| ---- | -------------------------- | --------------- | --------- | ----- | ---- | ---- |
| 1924 | 전국체육대회 육상 청년부   | 남자 100m       | 강도일    | 불명  | 불명 |      |
| 1924 | 전국체육대회 육상 청년부   | 남자 200m       | 강도일    | 불명  | 불명 |      |
| 1924 | 전국체육대회 육상 청년부   | 남자 400m       | 강도일    | 불명  | 불명 |      |
| 1924 | 전국체육대회 육상 청년부   | 남자 창던지기   | 송낙인    | 불명  | 불명 |      |
| 1925 | 전조선중등학교육상경기대회 | 남자 100m       | 강도일    | 불명  | 2위  |      |
| 1925 | 전조선중등학교육상경기대회 | 남자 200m       | 강도일    | 불명  | 2위  |      |
| 1925 | 전조선중등학교육상경기대회 | 남자 800m 계주  | 불명      | 불명  | 3위  |      |
| 1925 | 전조선중등학교육상경기대회 | 남자 포환던지기 | 김상식    | 9.50  | 3위  |      |
| 1925 | 전조선중등학교육상경기대회 | 남자 창던지기   | 송낙인    | 43.93 | 2위  |      |
| 1925 | 전조선중등학교육상경기대회 | 종합 순위       | 종합 순위 | 14점  | 4위  |      |

## 참고 문헌
- “스포츠지원포털 등록 현황”. 대한체육회.
- “대한육상연맹 선수단 등록 현황”. 대한육상연맹.
- “대한체육회 국내종합경기대회”. 대한체육회.
- 《대한체육회 50년》. 대한체육회. 1970. 2020년 11월 8일에 원본 문서에서 보존된 문서. 2022년 11월 5일에 확인함.
- 《대한체육회 70년사》. 대한체육회. 1990. 2020년 11월 8일에 원본 문서에서 보존된 문서. 2022년 11월 5일에 확인함.
- 《대한체육회 90년사》. 대한체육회. 2011. 2020년 11월 8일에 원본 문서에서 보존된 문서. 2022년 11월 5일에 확인함.
- 대한체육회 100주년 기념사업부 (2020). 《대한민국 체육 100년》. 대한체육회.

## 같이 보기
- 경복고등학교
- 경복고등학교 축구단